# Casa Lusitana
A Casa Lusitana é uma construção histórica do município de Bauru, tombada em 2011 pelo Conselho de Defesa do Patrimônio Cultural de Bauru (CODEPAC-Bauru). O tombamento garante a preservação integral do conjunto da fachada do imóvel, marcada por um relógio. As fachadas tombadas dão para a Praça Rui Barbosa e para a rua Batista de Carvalho, no centro da cidade. A decisão pelo tombamento levou em consideração tanto o valor arquitetônico quanto o significado histórico do prédio para o comércio de Bauru.
A Casa Lusitana foi construída em 1914 no contexto de expansão da via comercial da cidade. Na década de 1930, teve sua estrutura alterada, agregando o estilo art deco em sua arquitetura, fazendo com que o imóvel se assemelhasse aos grandes magazines europeus da época.
A construção foi por décadas um importante ponto comercial de secos e molhados, conhecida pela sua diversidade de mercadorias. Com o surgimento de grandes lojas na região e ampliação da concorrência comercial no final do século XX, a Casa Lusitana encerrou suas atividades.
Hoje, o piso inferior do imóvel é ocupado por lojas e no piso superior há residências.